# Campeonato Europeu de Halterofilismo de 1953
O 33º Campeonato Europeu de Halterofilismo foi realizado em conjunto com o Campeonato Mundial de Halterofilismo de 1953 na cidade de Estocolmo, na Suécia entre 26 a 30 de agosto de 1953. Foram disputadas sete categorias.

## Medalhistas
| Evento                     | Ouro                                 | Ouro     | Prata                                | Prata    | Bronze                          | Bronze   |
| -------------------------- | ------------------------------------ | -------- | ------------------------------------ | -------- | ------------------------------- | -------- |
| Galo (56 kg)               | Ivan Udodov · União Soviética        | 315,0 kg | Karel Saitl · Tchecoslováquia        | 280,0 kg | Sebastiano Mannironi · Itália   | 277,5 kg |
| Pena (60 kg)               | Nikolai Saksonov · União Soviética   | 337,5 kg | Rafael Chimishkian · União Soviética | 332,5 kg | Einar Eriksson · Suécia         | 307,5 kg |
| Leve (67,5 kg)             | Dmitri Ivanov · União Soviética      | 365,0 kg | Åke Hedberg · Suécia                 | 332,5 kg | Tuure Tanni · Finlândia         | 330,0 kg |
| Médio (75 kg)              | Yuri Duganov · União Soviética       | 382,5 kg | Václav Pšenička · Tchecoslováquia    | 362,5 kg | Ermanno Pignatti · Itália       | 352,5 kg |
| Meio-pesado-leve (82,5 kg) | Arkadi Vorobiov · União Soviética    | 430,0 kg | Trofim Lomakin · União Soviética     | 427,5 kg | Leslie Willoughby · Reino Unido | 355,0 kg |
| Meio-pesado (90 kg)        | Wilhelm Flenner · Áustria            | 362,5 kg | Jens Mortensen · Dinamarca           | 355,0 kg | Lauri Kinnunen · Suécia         | 355,0 kg |
| Pesado (+ 90 kg)           | Heinz Schattner · Alemanha Ocidental | 427,5 kg | Theo Aaldering · Alemanha Ocidental  | 415,0 kg | Franz Hölbl · Áustria           | 397,5 kg |

## Quadro de medalhas
| Ordem | País               | Medalha de ouro | Medalha de prata | Medalha de bronze | Total |
| ----- | ------------------ | --------------- | ---------------- | ----------------- | ----- |
| 1     | União Soviética    | 5               | 2                | 0                 | 7     |
| 2     | Alemanha Ocidental | 1               | 1                | 0                 | 2     |
| 3     | Áustria            | 1               | 0                | 1                 | 2     |
| 4     | Tchecoslováquia    | 0               | 2                | 0                 | 2     |
| 5     | Suécia             | 0               | 1                | 2                 | 3     |
| 6     | Dinamarca          | 0               | 1                | 0                 | 1     |
| 7     | Itália             | 0               | 0                | 2                 | 2     |
| 8     | Finlândia          | 0               | 0                | 1                 | 1     |
| 8     | Reino Unido        | 0               | 0                | 1                 | 1     |
| Total | Total              | 7               | 7                | 7                 | 21    |